# 蜂蜜曲菌素
蜂蜜曲菌素（英語：Mellein）也称为3-甲基-2,3-二氢异香豆素，是一种二氢异香豆素类化合物，存在于赭曲霉（学名：Aspergillus ochraceus）等真菌中。